# Municipio de Douglas (condado de Polk)
El municipio de Douglas (en inglés: Douglas Township) es un municipio ubicado en el condado de Polk en el estado estadounidense de Iowa. En el año 2010 tenía una población de 5542 habitantes y una densidad poblacional de 58,05 personas por km².

## Geografía
El municipio de Douglas se encuentra ubicado en las coordenadas 41°44′18″N 93°31′32″O / 41.73833, -93.52556. Según la Oficina del Censo de los Estados Unidos, el municipio tiene una superficie total de 95.47 km², de la cual 95.45 km² corresponden a tierra firme y (0.02%) 0.02 km² es agua.

## Demografía
Según el censo de 2010, había 5542 personas residiendo en el municipio de Douglas. La densidad de población era de 58,05 hab./km². De los 5542 habitantes, el municipio de Douglas estaba compuesto por el 94.37% blancos, el 1.3% eran afroamericanos, el 0.13% eran amerindios, el 1.98% eran asiáticos, el 0.02% eran isleños del Pacífico, el 0.54% eran de otras razas y el 1.66% pertenecían a dos o más razas. Del total de la población el 2.47% eran hispanos o latinos de cualquier raza.